# Falsotoclinius nikodymi
Falsotoclinius nikodymi är en skalbaggsart som beskrevs av Keith 2007. Falsotoclinius nikodymi ingår i släktet Falsotoclinius och familjen Melolonthidae. Inga underarter finns listade i Catalogue of Life.